# Kanimozhi Chand
Kanimozhi Chand (* 8. November 1997) ist eine indische Hürdenläuferin, die sich auf die 100-Meter-Distanz spezialisiert hat.

## Sportliche Laufbahn
Erste internationale Erfahrungen sammelte Kanimozhi Chand bei den Südasienspielen 2019 in Kathmandu, bei denen sie in 14,69 s den vierten Platz belegte.
2018 und 2019 wurde Chand indische Meisterin im 100-Meter-Hürdenlauf sowie 2018 auch in der 4-mal-100-Meter-Staffel.

## Persönliche Bestleistungen
- 100 m Hürden: 13,71 s (0,0 m/s), 26. September 2018 in Bhubaneswar